# HMS Zephyr (R19)
HMS Zephyr (R19) là một tàu khu trục lớp Z được Hải quân Hoàng gia Anh Quốc chế tạo trong Chương trình Khẩn cấp Chiến tranh của Chiến tranh Thế giới thứ hai. Sống sót qua cuộc xung đột, nó được đưa về thành phần dự bị năm 1954, và sau khi một kế hoạch cải biến nó thành một tàu frigate bị hủy bỏ, nó bị bán để tháo dỡ năm 1958.

## Thiết kế và chế tạo
Zephyr được đặt hàng vào ngày 12 tháng 2 năm 1942 như một phần của Chi hạm đội Khẩn cấp 10. Nó được đặt lườn vào ngày 13 tháng 7 năm 1942 tại xưởng tàu của hãng Vickers-Armstrong ở Tyneside. Nó được hạ thủy vào ngày 15 tháng 7 năm 1943; và nhập biên chế cùng Hải quân Hoàng gia Anh vào ngày6 tháng 9 năm 1944. Con tàu được cộng đồng cư dân Doncaster đỡ đầu thay thế cho tàu khu trục HMS Lightning bị đánh chìm năm 1943, nguyên được đỡ đầu trong khuôn khổ chiến dịch vận động gây quỹ trái phiếu chiến tranh mang tên Tuần lễ Tàu chiến.

## Lịch sử hoạt động

### Thế Chiến II
Sau một giai đoạn huấn luyện cùng các tàu chiến thuộc Hạm đội Nhà tại Scapa Flow, Zephyr gia nhập Chi hạm đội Khu trục 2 trực thuộc Hạm đội Nhà để làm nhiệm vụ tuần tra và hộ tống tại Khu vực Tiếp cận Tây Bắc. Trong một hoạt động chống tàu ngầm vào ngày 31 tháng 12 năm 1944, nó bị hư hại do một vụ nổ dưới nước ngoài khơi Pentland Firth. Nó tiếp nối nhiệm vụ vào tháng 4 năm 1945 sau khi được sửa chữa, hộ tống một số Đoàn tàu Vận tải Bắc Cực và các hoạt động khác tại Bắc Hải và ngoài khơi bờ biển bán đảo Scandinavia. Khi chiến tranh tại Châu Âu sắp kết thúc, nó đi đến Copenhagen, Đan Mạch cùng các tàu chiến Hải quân Hoàng gia khác để tiếp nhận sự đầu hàng của một số tàu chiến Đức Quốc xã. Nó cũng được bố trí cùng Hạm đội Nhà hỗ trợ các hoạt động tái chiếm những quốc gia bị Đức chiếm đóng trước đây, bao gồm những hoạt động như một tàu canh phòng.

### Sau chiến tranh
Từ tháng 8, 1946 đến tháng 5, 1947, Zephyr nằm trong thành phần Chi hạm đội Khu trục 4 trực thuộc Hạm đội Nhà; và trong gia đoạn từ tháng 7, 1947 đến tháng 2, 1948, nó phục vụ như tàu huấn luyện tác xạ cho Chi hạm đội Portsmouth. Vào tháng 2, 1948, nó được điều sang Chi hạm đội Hộ tống 3 đặt căn cứ tại Portland; và sang tháng 2, 1949, nó là soái hạm của Chi hạm đội Huấn luyện 2.
Con tàu ngừng hoạt động vào năm 1954 và đưa về thành phần dự bị tại Portsmouth cho đến năm 1958. Đã có kế hoạch cải biến nó thành một tàu frigate chống tàu ngầm, và dàn vũ khí chính được tháo dỡ. Tuy nhiên công việc bị ngừng lại, và con tàu được đưa vào danh sách loại bỏ vào năm 1955. Cuối cùng nó được bán cho hãng BISCO và được tháo dỡ tại xưởng tàu của hãng Clayton and Davie ở Dunston vào ngày 2 tháng 7, 1958.